# Marbäcks kyrka, Västergötland
Marbäcks kyrka är en kyrkobyggnad i samhället Marbäck i den södra delen av Ulricehamns kommun. Den tillhör sedan 2006 Åsundens församling (tidigare Marbäcks församling) i Skara stift (före 2010 Göteborgs stift).

## Tillkomst och ombyggnader
Kyrkan uppfördes troligen på 1100-talet och bestod då av långhus och kor med absid. Åren 1822 eller 1824 genomfördes en omfattande om- och tillbyggnad då kyrkan förlängdes åt öster och fick sitt nuvarande tidstypiska tresidigt avslutade kor. Nuvarande kyrkfönster togs upp och ersatte tidigare smågluggar. År 1844 uppfördes kyrktornet i väster varvid byggnaden fick sin nyklassicistiska karaktär.

## Kyrkobyggnaden
Kyrkan har en stomme av sten och består av ett rektangulärt långhus med tresidigt kor i öster och ett kyrktorn i väster. Norr om koret finns en vidbyggd sakristia. Väggarna är vitputsade och genombryts av stickbågiga fönsteröppningar. Långhusets och sakristians tak är klädda med enkupigt lertegel medan tornets tak och lanternin är klädda med kopparplåt. På lanterninens tak vilar ett förgyllt kors på kula. Kyrkorummet täcks av ett slätspontat tunnvalv av trä målat i ljust grågrön kulör. Under korets golv finns ett välvt gravkor.  

### Renoveringar och restaureringar
- 1922 genomfördes en restaurering efter förslag av arkitekt Anders Roland. Golvet byttes ut till ett nytt. Nya bänkar, tillverkade efter äldre modell, sattes in. Sakristian fick en ny dörr och en ny altartavla sattes på plats.
- 1937 försågs två korfönster med antikglas.
- 1939 installerades värmeledning.
- 1943 installerades elektrisk belysning.
- 1950 genomfördes en renovering under ledning av arkitekt Herman Norgren. Bänkinredningen målades om och första bänkraden avlägsnades. I koret lades ett nytt golv in och altarringen kortades av. Kyrkan målades om invändigt såväl som utvändigt. Efter förslag av konservator Carl Otto Svensson fick predikstolen en ny färgsättning och kyrkorummet en varmare färgton.
- 1957 installerades uppvärmning med varmluftsaggregat.
- 1965 fasadrenovering efter förslag av arkitekt A. Madar från Ulricehamn. Korset på torntaket målades om och förgylldes.
- 1976 genomfördes en invändig renovering efter förslag av arkitekt Arne Nygård från Göteborg. Kyrkorummets väggar och tak målades om. Två bänkrader längst bak avlägsnades och ersattes med skåp för förvaring av ytterkläder och inventarier. I sakristian uppsattes ett textilskåp. I vapenhuset och läktarhallen installerades elvärme. Läktarbröstningen försågs med ett skyddsräcke av mässing. Vid kyrkogårdsentrén sattes en handikappramp upp.
- 1981 putsades kyrktornet om.
- 1991 genomfördes en fasadrenovering.
- 2002 lades yttertakets tegelbeläggning om.

## Inventarier
- Dopfunten av sandsten är tillverkad under 1100-talet i två delar, numera sammanfogade. Höjd: 83 cm. Upphovsman är stenmästaren Andreas, som är känd till namnet genom att han signerat två av sina dopfuntar: de som ursprungligen tillhört Gällstad och Finnekumla kyrkor, idag på Statens historiska museum. Cuppan är cylindrisk med skrånande undersida. Runt livet finns en ringkedjefris och nedtill en vulst. På undersidan en krans med uppåtriktade fjäll. Foten är rund och uppåt skrånande med vulst. Under vulsten en fris med akantusrankor och över denna nedåtriktade blad. Har troligen haft ett centralt uttömningshål, som numera är igensatt.[1]
- Ett triumfkrucifix i trä från 1400-talet. Det undanställdes på 1820-talet, deponerades omkring 1900 vid Borås museum, men det återkom till kyrkan 1948 och hänger på ena långväggen.
- Predikstolen vid norra väggen är byggd 1840 av en okänd sockenbo, endast känd som Snickarn i Sträckås. Korg och ljudtak har rund form.
- Altartavlan är utförd 1922 av konstnären Wilhelm Sjölander från Marbäck och är en gåva från honom.

### Klockor
Storklockan är av en senmedeltida normnaltyp och saknar inskrifter

### Orglar
- Kyrkans första orgel ersattes 1922 med en pneumatisk orgel tillverkad av Nordfors & Co som försågs med en ny fasad ritad av arkitekt Anders Roland.
- År 1968 invigdes ett helt nytt mekaniskt orgelverk tillverkat av Tore Lindegren som bibehåller Rolands stumma fasad från 1922. Instrumentet har femton stämmor fördelade på två manualer och pedal.[3]

## Bilder

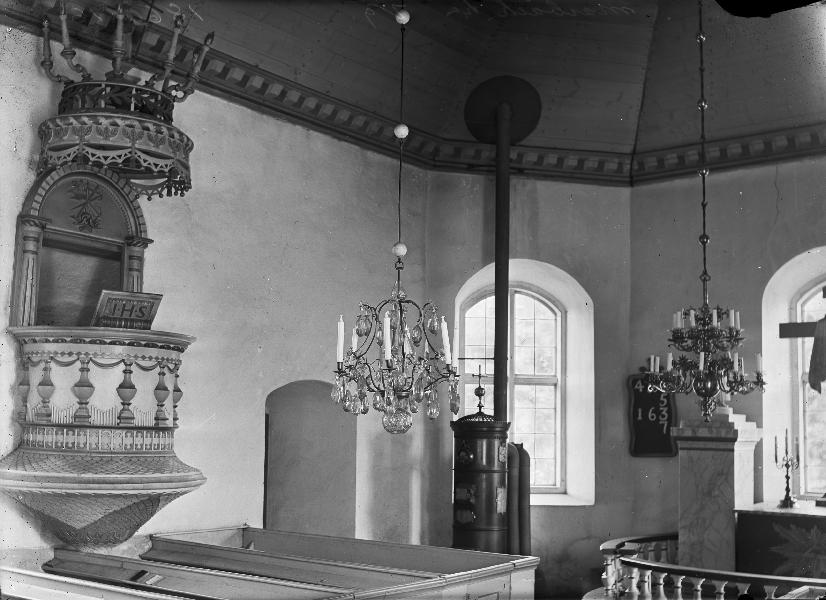
Interiör med predikstolen.
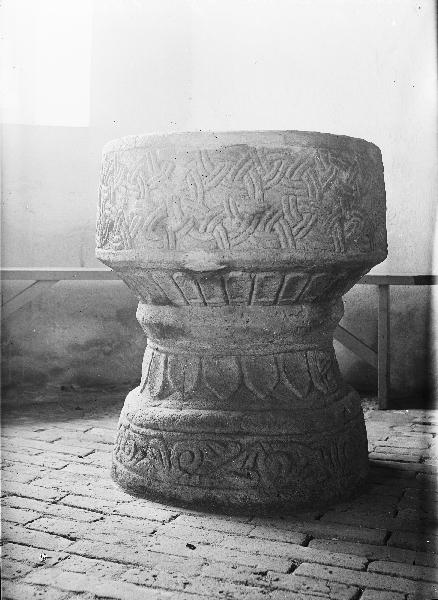
Dopfunten.
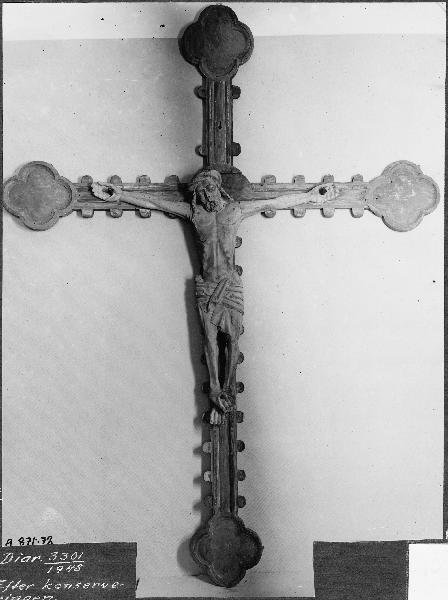
Triumfkrucifixet efter konservering.
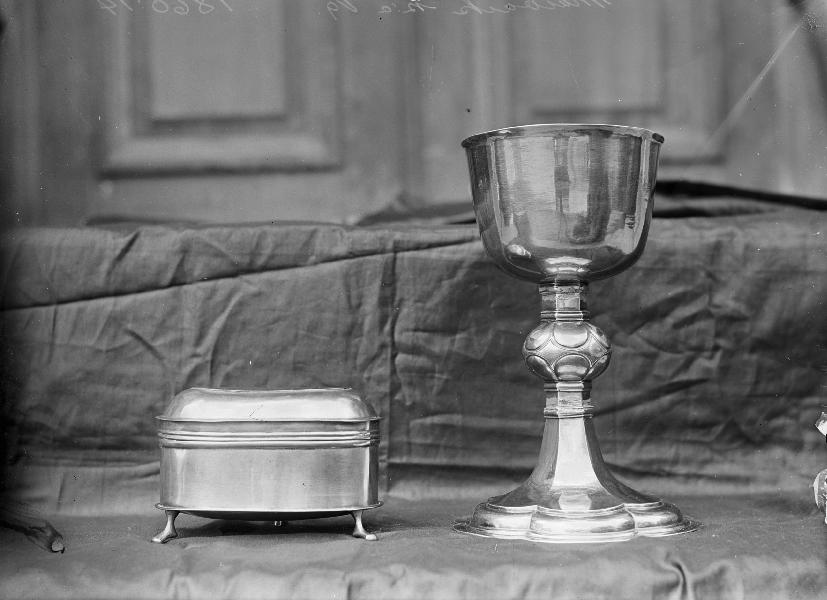
Nattvardssilver: oblatask av mässing och kalk.